# Kravské mléko

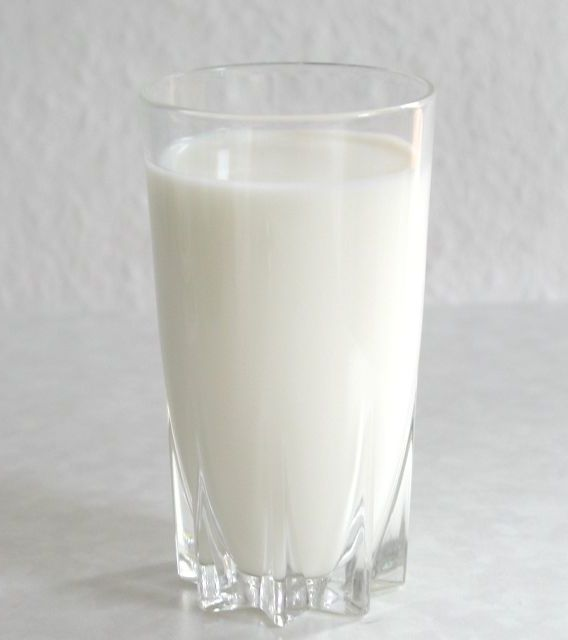
Sklenice čerstvého kravského mléka

Kravské mléko je produkt mléčných žláz samice tura domácího – krávy. Mléčné výrobky patří k základním potravinám člověka. Význam mléka spočívá především v obsahu hodnotných bílkovin (3,2 %). Mléko obsahuje tuk, který je velmi lehce stravitelný a je v mléce rozptýlen ve formě jemných kapének – emulze. Mléčný cukr (4,4 %) má nejen energetickou hodnotu, ale též příznivě podporuje činnost některých střevních mikroorganismů a tím i využitelnost některých živin. Aby kráva měla mléko, musí být březí a porodit tele. Tele u masného skotu zůstává s matkou, zatímco u dojných krav je nutné odebrat tele co nejdříve. Během mlezivovévo období (5–10 dní) je krmeno mlezivem své matky, pak dostává mléko, které má ale méně bílkovin a více vody než mlezivo. Dva až tři měsíce po porodu je kráva znovu oplodněna.
Mléko má vysoký obsah vápníku, udává se více než 1 g v litru, a pro svoji vysokou využitelnost je jeho nejvýznamnějším zdrojem v lidské potravě. Větší obsah vápníku mají pouze mléčné výrobky jako sýry a bílé jogurty, dále fazole a především mák. Mléko obsahuje dále fosfor, draslík, hořčík, sodík, chlór, síru i řadu stopových prvků. Má velmi málo železa, proto dlouhodobá výhradně mléčná strava by vedla vždy k chudokrevnosti. Mléko obsahuje i řadu vitamínů – B2, A (i provitamín karoten), B1, B6, E, K i malé množství vitamínu D a C. Obsahuje i vitamín B12, který je důležitý pro správnou funkci krvetvorby a nervového systému. Jejich obsah závisí na způsobu krmení dojnic a způsobu jejich života.

## Úpravy mléka
Před konzumací se mléko upravuje tepelně pasterací (zahřátí na teplotu do 100 °C) nebo sterilací (zahřátí nad 100 °C), v domácích podmínkách tzv. přejití varem. Při výrobě sýrů je žádoucí šetrná pasterizace za nižších teplot (aby došlo k zasýření), u jogurtu je pasterace nutná, neboť na ní závisí konzistence výsledného výrobku. Při výrobě výrobků z mléka je vhodná homogenizace kvůli struktuře výsledného produktu. Mléko výborné mikrobiální kvality není nutné pasterovat, avšak riziko sekundárního infikování zůstává (např. při přelévání, převážení či zpracování). Ze zákona není mléko z mlékomatu nebo od farmáře (tzv. ze dvora) pasterované a naopak mléko průmyslově balené musí být pasterované.
Ze zákona nesmí být mléko žádným způsobem ředěné, přibarvované nebo nahrazované jinými produkty.

### Konzervace
Aby mléko déle vydrželo, upravuje se krátkým převařením. Tepelná úprava ničí choroboplodné zárodky, které způsobují zkažení mléka (tzv. zkysnutí). Šetrnější metodou je pasterace, kdy je mléko buď zahřáto na nižší teplotu a delší čas (61,6 °C na 30 minut) nebo na vyšší teplotu a kratší čas (UHT až na 135 °C a zlomek sekundy). Zahřátí mléka zničí i přirozené baktérie mléčného kysání, takže mléko tak snadno nezkysne. Čerstvé pasterizované mléko je zdravotně nezávadné. Při převáření mléka se vytvoří škraloupy, jejichž podstatu tvoří vysrážené mléčné bílkoviny (laktalbumin a laktoglobulin) a též trochu tuku.
Podle typu konzervace rozlišujeme mléko na:
- termizované – mléko ošetřené šetrnější formou pasterace, např. 15 s při 57–68 °C

- mléko čerstvé – mléko ošetřené některou z variant klasické pasterace do 125 °C (nikoli UHT), v teplotě do 8 °C vydrží několik dní
- mléko s prodlouženou trvanlivostí – mléko ošetřené teplotami vyššími, než jsou teploty pasterační, ale nižšími, než je UHT, v teplotě do 6 °C vydrží 10–40 dní

- mléko trvanlivé – mléko s prodlouženou trvanlivostí pomocí UHT – minimálně na 135 °C po dobu 1 s (takové mléko vydrží při pokojové teplotě několik měsíců, vyznačuje se zásadní změnou chuťových a senzorických vlastností)

### Homogenizace
Homogenizace je protlačování kravského mléka pod vysokým tlakem malými otvory o velikosti 1 mikrometr, přičemž se zmenší a sjednotí velikost tukových kuliček (z 3 až 6 μm na asi 1 μm). Homogenizaci není potřeba provádět např. u kozího mléka, protože je již homogenizováno přirozeně. Když je mléko v klidu, způsobují velké tukové kuličky vyvstávání tuku (oddělování smetany od mléka, kdy se smetana soustředí na hladině a jejím zasycháním se pak tvoří škraloupy). Tuk také bez homogenizace ulpívá na stěnách nádoby, ve které je mléko přepravováno, což znehodnocuje jeho kvalitu. Homogenizace mléka zlepšuje jeho stravitelnost. Chuť homogenizovaného mléka je plnější, protože tuk je nositelem chuti a malých kuliček je více a lépe ovlivňují chuťové pohárky na jazyku. je za to zodpovědný vyšší počet tukových kuliček, které vzniknou rozbitím původních velkých tukových kuliček. Vyšší počet tukových kuliček vede také k bělejší barvě, protože rozptyluje více světla. Homogenizace je využívána i u některých dalších mléčných výrobků (jogurty nebo sýry), kde zlepšuje konzistenci a stabilitu výsledného výrobku.
V 70. letech se objevila hypotéza, že jeden z enzymů, který je na povrchu tukových kuliček (xantinoxidáza), se po homogenizaci uvolňuje a přechází přímo do krve, kde se podílí na vzniku aterosklerózy. Pozdější výzkumy tuto hypotézu odmítly, přesto se např. v internetových diskuzích názory o škodlivosti homogenizovaného mléka stále objevují. Byl sledován také vliv na alergii na mléko, ale ani v tomto případě nebyla prokázána souvislost. Homogenizaci je také připisován vliv na výskyt srdečně-cévních chorob, diabetes a nesnášenlivost laktózy, ale nic z toho nebylo prokázáno.

### Stravitelnost
Sladké mléko je pro většinu populace dobře stravitelné, avšak dle odhadů trpí až 20 % obyvatel ČR intolerancí laktózy, celosvětově je to až 75 %. Stravitelnější jsou podmáslí a kysané druhy mléka, zakvašené ušlechtilými kulturami mléčných baktérií (jogurt, acidofilní a kefírové mléko). Tyto formy mléka se doporučují lidem, kterým běžné mléko působí trávicí obtíže. V těchto kysaných mléčných produktech se činností mikroorganismů též podstatně zvyšuje obsah vitamínů B1 a B2. Stravitelnost mléka je závislá i na jeho tučnosti, snáze stravitelné je mléko s nižším obsahem tuku.

## Průměrný obsah látek a minerálů
Tabulka udává dlouhodobě průměrný obsah živin, prvků, vitamínů a dalších nutričních parametrů zjištěných v kravském mléce bez úpravy.
| Složka          | Jednotka | Průměrný obsah | Prvek (mg/100 g) | Průměrný obsah | Složka (mg/100g) | Průměrný obsah |
| --------------- | -------- | -------------- | ---------------- | -------------- | ---------------- | -------------- |
| voda            | g/100 g  | 87,6           | Na               | 43             | vitamin C        | 2              |
| bílkoviny       | g/100 g  | 3,3            | K                | 155            | vitamin D        | stopy          |
| tuky            | g/100 g  | 3,9            | Ca               | 118            | vitamin E        | 0,08           |
| cukry           | g/100 g  | 4,5            | Mg               | 11             | vitamin B6       | 0,06           |
| celkový dusík   | g/100 g  | 0,52           | P                | 93             | vitamin B12      | 0,0009         |
| vláknina        | g/100 g  | 0              | Fe               | 0,03           | karoten          | 0,020          |
| mastné kyseliny | g/100 g  | 3,7            | Cu               | stopy          | thiamin          | 0,03           |
| cholesterol     | mg/100 g | 14             | Zn               | 0,4            | riboflavin       | 0,23           |
| Se              | mg/100 g | 0,001          | I                | 0,031          | niacin           | 0,2            |
| energie         | kJ/100 g | 274            | Mn               | stopy          | Cl               | 89             |

## Světová produkce kravského mléka
V roce 2001 bylo vyrobeno asi 494 milionů tun kravského mléka. Země s největší produkcí mléka byly:
1. USA: 75 milionů tun
2. Indie: 35 milionů tun
3. Rusko: 32 milionů tun
4. Německo: 28 milionů tun
5. Francie: 25 milionů tun
6. Brazílie: 23 milionů tun
7. Velká Británie: 15 milionů tun
8. Ukrajina: 13 milionů tun
9. Nový Zéland: 13 milionů tun
10. Polsko: 12 milionů tun

V roce 2009 bylo vyrobeno 699 milionů tun mléka, z toho kravského bylo 596 milionů tun.
- EU: 147 mil. tun
- Indie: 108 mil. tun
- USA: 86 mil. tun
- Čína: 33 mil. tun

Zatímco EU a USA od výroby mléka ustupují, Indie a asijské státy výrobu zvyšují. Přesto existují obavy, zda při současném růstu populace bude současná výroba mléka dostačující.
V roce 2012 bylo vyrobeno 740 milionů tun kravského a buvolího mléka, z toho kravského mléka bylo 637 milionů tun. Obrovský nárůst byl v Turecku (o 16 %), v Jižní Koreji (o 12 %) a v Asii (o 4,4 %). V EU je vývoj stabilní.
1. EU: 152 mil. tun
2. USA: 91 mil. tun
3. Indie: 60 mil. tun
4. Čína: 37 mil. tun
5. Brazílie: 34 mil. tun
6. Rusko: 32 mil. tun
7. Nový Zéland: 21 mil. tun
8. Turecko: 16 mil. tun
9. Pákistán: 14 mil. tun
10. Argentina: 12 mil. tun

Za takový nárůst může vysoká poptávka na mezinárodních trzích a rostoucí spotřeba. Zdroj: BULL. IDF 470/2013

## Mléko v Česku

### Historie mléka
Mléko patřilo od pravěku k lidské obživě. V Evropě to bylo více na severu než na jihu. Kráva byla prakticky v každé zemědělské usedlosti až do poloviny 20. století.[zdroj?] Zásadní změny v mlékárenství se datují do druhé poloviny 19. století, kdy vlivem nových poznatků v mikrobiologii a kvasné fyziologii, vlivem rozvoje techniky i díky tomu, že hospodářství začala mít přebytek mléka, došlo k počátkům jeho průmyslového zpracování. V té době začaly vznikat první družstevní mlékárny. Stavy dojnic byly zdecimovány za 1. světové války, avšak za první republiky došlo k oživení a zakládání nových družstevních mlékáren. Určitý pokles produkce nastal i za 2. světové války, po níž se výroba obnovila. Po roce 1948 došlo k znárodnění mlékáren a v každém kraji byl vytvořen jeden mlékárenský národní podnik. Mléko bylo nejdříve voženo do obchodů v mlékárenských konvích, odkud bylo spotřebitelům rozléváno do konviček. Později se začalo mléko stáčet v mlékárnách do skleněných lahví s hliníkovým uzávěrem, od 80. let 20. století se mléko začalo plnit do polyetylenových sáčků. Polotučné mléko bylo v sáčcích s modrým potiskem, mělo tučnost 2 % a stálo 2 Kčs. Plnotučné mléko bylo v sáčcích s červeným či fialovým potiskem, mělo tučnost 3,6 % a stálo 3,10 Kčs. V roce 1988 se v Československu objevilo první krabicové mléko. V roce 1989 dosáhla výroba mléka v českých zemích 4,9 mld. litrů, od té doby dochází k jejímu poklesu, v roce 2004 činila produkce mléka v Česku 2,304 mld. litrů.

### Současnost

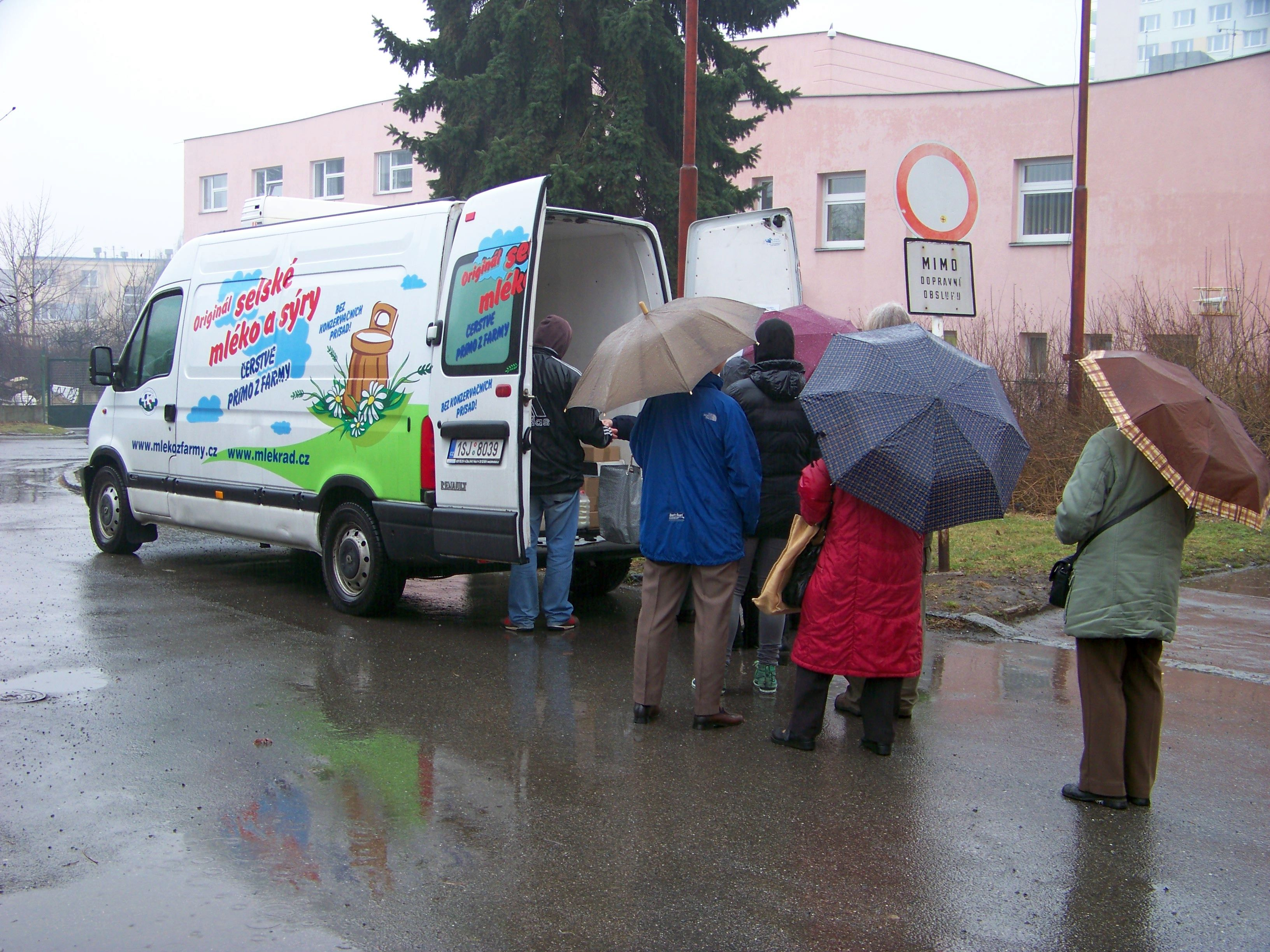
Mléko z farmy

V České republice lze běžně sehnat v obchodě tři druhy kravského mléka:
- plnotučné (tzv. „červené“), s obsahem tuku nejméně 3,5 %
- polotučné (tzv. „modré“), s obsahem tuku 1,5–2 %
- odtučněné (odstředěné, tzv. „zelené“), s obsahem tuku nejvíce 0,5 %

Kromě toho lze koupit farmářské mléko, nejčastějším způsobem prodeje je z mléčných automatů. Jedná se o čerstvé neupravené kravské mléko, které je zchlazeno na 4 °C. Toto mléko se doporučuje před požitím jako prevence tepelně ošetřit.
Podle trvanlivosti se pak mléka dělí na:
- čerstvá, s dobou trvanlivosti 3–5 dní, prodávaná v skleněných lahvích, PE pytlících, krabicích z povoskovaného papíru
- s prodlouženou dobou trvanlivosti (až 10 dní), prodávaná v PET lahvích nebo hermeticky uzavíraných krabicích s PE uzávěrem
- trvanlivá mléka UHT (trvanlivost 3–6 měsíců), která jsou prodávána v krabicích s vrstvami papíru, plastu a hliníku (aseptické obaly tzv. typu „Tetra Pak“); tato mléka lze do otevření uchovávat i při pokojové teplotě

## Produkce mléka z pohledu ochrany zvířat
S produkcí mléka je spojena řada negativních dopadů na zvířata. 

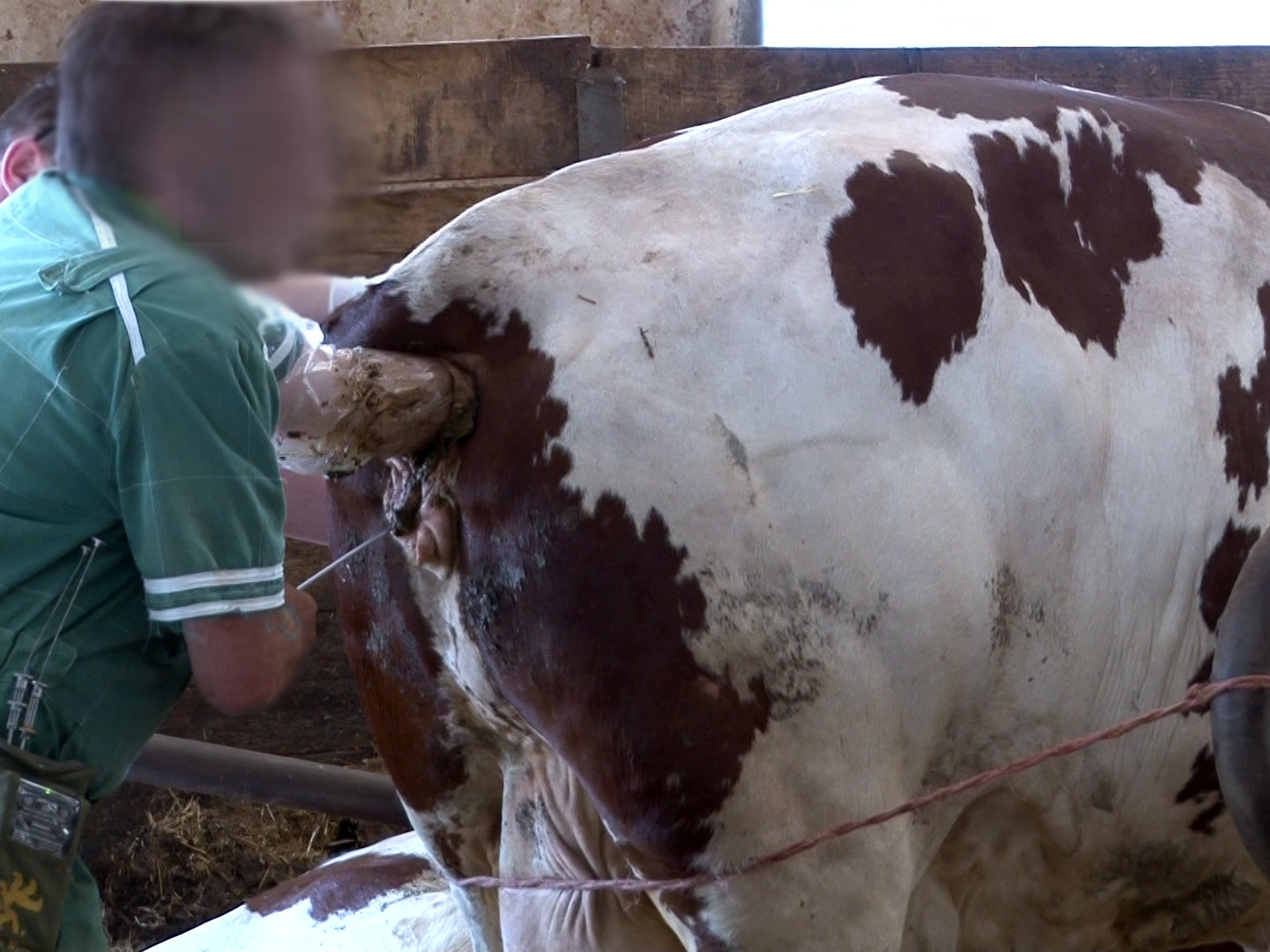
Umělé oplodňování (inseminace) krav v ČR

### Opakované inseminace a porody
Aby se krávě začalo tvořit mateřské mléko, musí být nejprve oplodněna. Oplodňování se provádí uměle – tzv. inseminací. Po porodu se v mléčných žlázách krávy začne tvořit mléko určené jejímu mláděti. Do dvou měsíců po porodu je kráva znovu oplodněna a proces se opakuje. Kráva je březí (čeká mládě) přibližně 80 % svého dospělého života.

### Odebírání telat

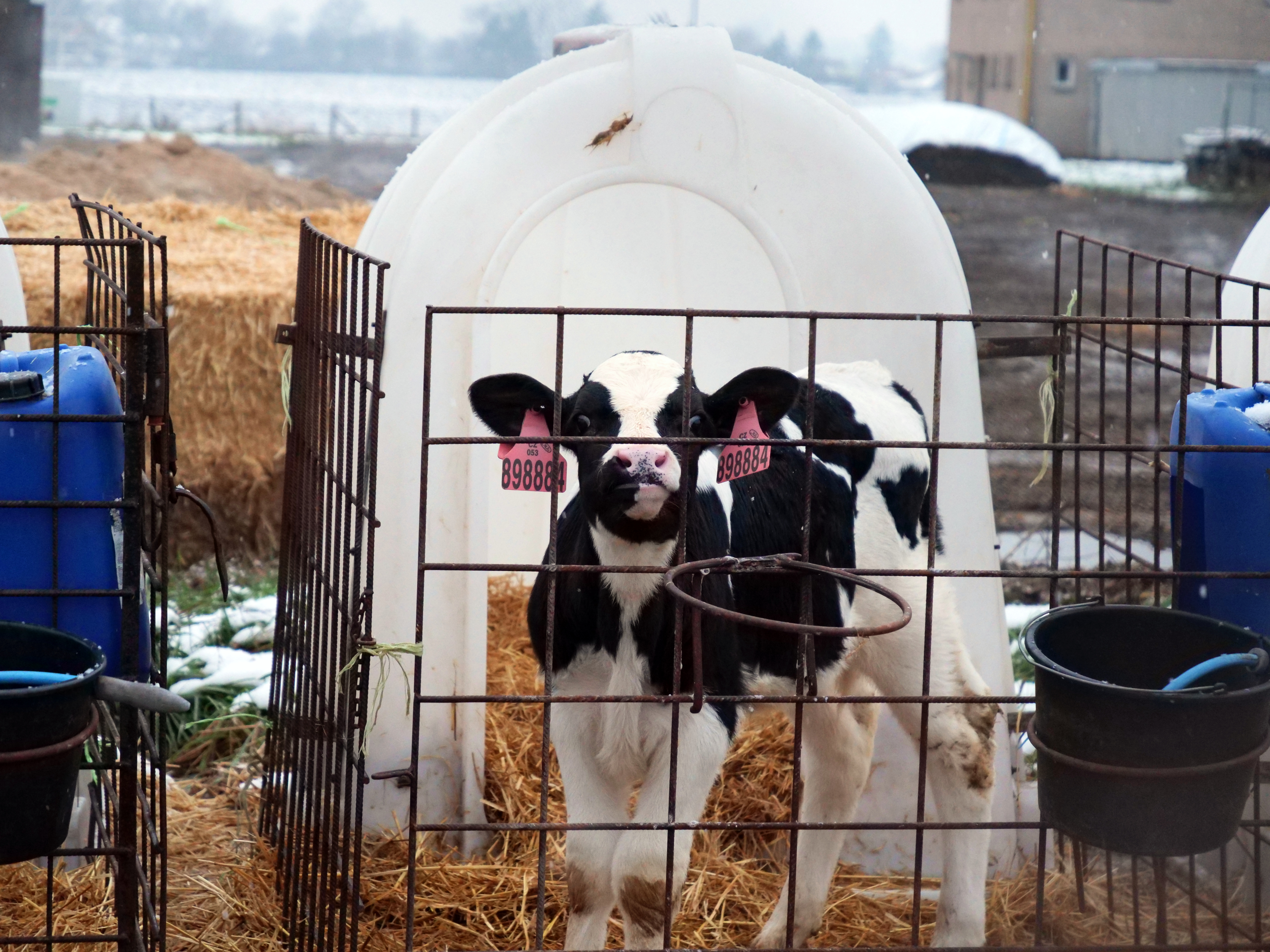
Telata jsou hned po porodu odebrána matkám a zavřena do malých klecí

Tele je matce do 12 hodin po porodu odebráno a přibližně na dva měsíce umístěno do malé klece, tzv. individuálního boxu. Zde nemá možnost volného pohybu ani fyzického kontaktu s matkou nebo jinými telaty. Individuální ustájení je praktikováno v 97.6 % chovech v ČR. Separace má negativní vliv na psychické zdraví matky i mláděte. Krávy i mláďata pociťují stres, u mláďat se mohou objevit abnormality v chování (např. ocucávání klece nebo stereotypní pohyby). Tato praktika je proto kritizována ochránci zvířat. Individuální ustájení je praktikováno kvůli tomu, že má ve velkoprodukci nejvyšší úspěšnost odchovu telat (rentabilitu), tzv. teletníky měly vysokou úmrtnost telat.

### Život krav v chovech na mléko
Dojené krávy jsou zpravidla 2× denně (v některých chovech i 3–4×) dojeny v dojírnách, kde se provádí odsávání jejich mateřského mléka. V mléčných chovech se délka života dojnic odvíjí od jejich užitkovosti, tj. schopnosti produkovat mléko vs. ekonomické návratnosti. Jelikož opakované každoroční porody mají negativní dopad na fyzickou kondici krav, postupem času jim klesá produkce mléka a přestávají být pro chovatele ekonomicky rentabilní. V takovém případě je kráva z chovu vyřazena a poslána na jatka (většinou po třech porodech). Průměrná délka života krav v chovech s tržní produkcí mléka v ČR je 5 let. Přirozeně se krávy dožívají přibližně 20 let. 
Většina krav chovaných v ČR je držena v halových systémech, 80 % farem v ČR neumožňuje přistup krav na pastvu.

### Šlechtění
Šlechtění na vysokou užitkovost souvisí s většinou zdravotních komplikací u krav:
- neschopnost pokrýt metabolické potřeby
- záněty vemene (mastitídy)
- záněty paznechtů
- reprodukční problémy
- celkové vyčerpání organismu

Intenzivním šlechtěním došlo u krav k výraznému zvětšení vemene. Obrovské vemeno je náchylné k zánětům, krávu také táhne do nepřirozeného postoje, který je jednou z příčin častého onemocnění končetin a kulhání.